# Antonio Machín
Antonio Machín   (Sagua La Grande, 17 de gener de 1903 - Madrid, 4 d'agost de 1977) nom artístic d'Antonio Abad Lugo Machín va ser un cantant de boleros i de música popular. Va basar el seu repertori en la música cubana i la balada romàntica.
Va obtenir una gran fama en els països hispanoparlants i ha passat a la història per les seves interpretacions de temes com El manisero, Dos gardenias o Angelitos negros entre d'altres. El seu disc El manisero, enregistrat el 1930 amb l'orquestra de Don Azpiazu per a la discogràfica Victor de Nova York, va constituir el primer èxit milionari en vendes de la música cubana.

## Biografia
Nascut en una família pobra de la localitat cubana de Sagua la Grande, des de petit va haver de treballar exercint diversos oficis. El seu pare era un emigrant gallec i la seva mare una afrocubana. El propi cantant recordava la seva infantesa com una etapa feliç amb una família«ni molt rica ni molt pobra».
Des de jove alternava la seva jornada laboral com a paleta amb el cant a l'església i en alguns teatres de la seva ciutat. Als vint anys, va plantejar-se cursar estudis de cant líric i òpera però no ho va tirar endavant ja que pel seu color de pell l'únic paper que podria interpretar seria Otel·lo. En el seu interès pel cant sempre va compar amb el suport de la seva mare, mentre que el pare ho veia com una activitat que portava a una vida irregular i immoral.
El 1926 es va desplaçar a L'Havana on va començar a actuar com a cantant per diversos cafès acompanyat del guitarrista Miguel Zaballa. Aviat van començar a tenir un cert èxit i actuaven a locals cada vegada més reputats. En una ocasió va cantar en una emisora de ràdio on va coincidir amb Don Azpiazu, que el va contractar com a segon cantant de la seva orquestra. D'aquesta manera va esdevenir el primer cantant negre en actuar al Casino Nacional de L'Havana. En paral·lel, va fundar un sextet amb el qual va fer els seus primers enregistraments el 1929. L'èxit va ser immediat amb la publicació de Aquellos ojos verdes, seguida de El manisero.
El 1930 va deixar Cuba per anar a Nova York amb l'orquestra de Don Azpiazu. Passaria quatre anys a la ciutat Nord-americana actuant amb altres agrupacions (José Escarpenter y su Orquesta, Orquesta Antillana de Rafael Hernández, Julio Roque y su Orquesta, Armando Valdespí y su Orquesta, además de las dirigidas por él mismo: la Orquesta Machín y el Cuarteto Machín).
Essent ja molt conegut als escenaris novaiorquesos i després d'enregistrar diversos títols va marxar a Europa l'any 1936. Després d'una breu estada a Londres, aniria a París, on la música cubana tenia una forta presència des dels anys 20. Allà va formar el grup Antonio Machín y su Orquesta amb Moisès Simons al piano

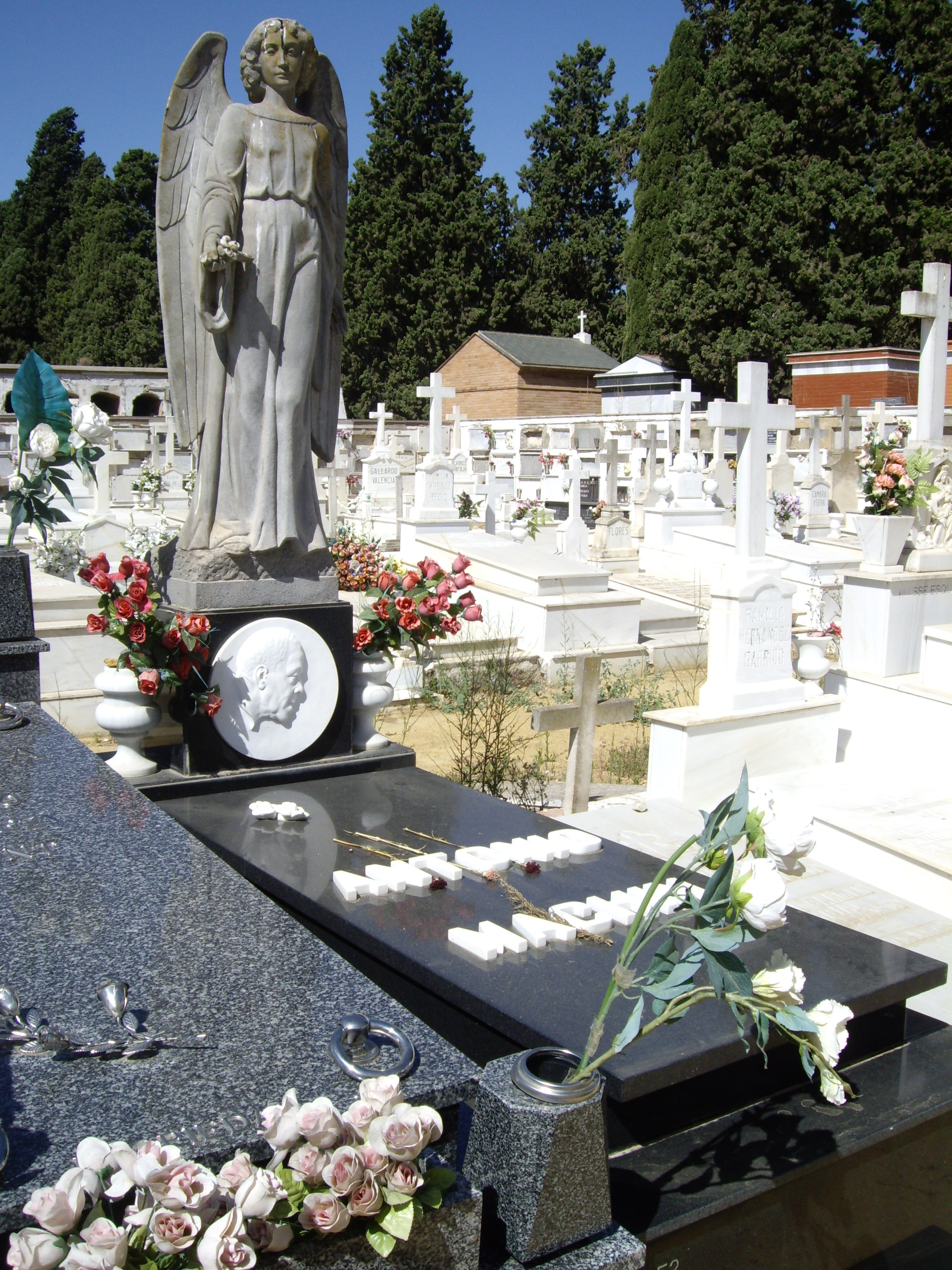
Tomba d'Antonio Machín en el Cementiri de San Fernando de Sevilla.

El 1939, en esclatar de la II Guerra Mundial, Machín marxa de França i s'instal·la a Barcelona. Malgrat trobar una societat empobrida i en plena crisi de postguerra, Machín es va sentir molt ben acollit a l'Estat Espanyol i ja s'hi quedaria la resta de la seva vida. El 1943 es va casar a Sevilla amb María de los Ángeles Rodríguez. També a Sevilla va portar part dels seus familiars cubans.
Durant anys actuaria regularment en sales de festes de Barcelona com la sala Shanghái (posteriorment Sala Bolero). El 1947 arribaria el seu gran èxit Angelitos negros,estrenada al Teatre Novetats de Barcelona.
Dos compositors importants en la seva carrera van ser el cubà Osvaldo Farrés (autor de temes com Madrecita, Toda una vida No me vayas a engañar, Quizás, quizás, quizás, Ay de mí...) i la mexicana Consuelo Velázquez (autora de Besame mucho, Serà por eso i Amar i vivir). Un dels seus èxits més eterns seria la famosa versió de la compositora cubana Isolina Carrillo del bolero Dos gardenias.
L'èxit assolit per Machín des de la seva arribada a Espanya, es pot sintetitzar en la frase amb la que se'l solia presentar: «el més cubà dels espanyols i el més espanyol dels cubans». Machín va establir la seva residència fixa a Madrid i visitava sovint Sevilla. També tenia un apartament a Alacant i actuava freqüentment a Barcelona. Actualment, un monòlit a la Plaça Vicenç Martorell del Districte de Ciutat Vella, al costat de la Plaça de Bonsuccés recorda la seva relació amb la capital catalana, on pensava traslladar-se a viure just abans de la seva mort.